# 42. People’s Choice Awards-gála
Az 42. People’s Choice Awards-gála a 2015-ös év legjobb filmes, televíziós és zenés alakításait értékelte. A díjátadót 2016. január 6-án tartották a kaliforniai Nokia Theatreben, a műsor házigazdája Jane Lynch volt. A ceremóniát a CBS televízióadó közvetítette.

## Győztesek és jelöltek
Forrás:

### Film
| Az év filmje | Az év akciófilmje |
| --- | --- |
| - Halálos iramban 7. - Bosszúállók: Ultron kora - Agymanók - Jurassic World - Tökéletes hang 2. | - Halálos iramban 7. - Bosszúállók: Ultron kora - A beavatott-sorozat: A lázadó - Jurassic World - Az útvesztő: Tűzpróba |
| Az év vígjátéka | Az év drámája |
| - Tökéletes hang 2. - The DUFF - A kém - Ted 2. - Kész katasztrófa | - Mentőexpedíció - Adaline varázslatos élete - A szürke ötven árnyalata - Hosszú utazás - Egyenesen Comptonból           |
| Az év férfi filmsztárja | Az év női filmsztárja |
| - Channing Tatum - Johnny Depp - Robert Downey Jr. - Chris Pratt - Will Smith | - Sandra Bullock - Anne Hathaway - Scarlett Johansson - Melissa McCarthy - Meryl Streep                                  |
| Az év férfi akciófilm-sztárja | Az év női akciófilm-sztárja                                                                                              |
| - Chris Hemsworth - Vin Diesel - Robert Downey Jr. - Dwayne Johnson - Chris Pratt | - Shailene Woodley - Emily Blunt - Scarlett Johansson - Michelle Rodriguez - Charlize Theron                             |
| Az év férfi vígjáték-sztárja | Az év női vígjáték-sztárja                                                                                               |
| - Kevin Hart - Jack Black - Robert De Niro - Will Ferrell - Mark Wahlberg | - Melissa McCarthy - Anna Kendrick - Amy Schumer - Sofía Vergara - Rebel Wilson                                          |
| Az év drámai színésze | Az év drámai színésznője                                                                                                 |
| - Johnny Depp - George Clooney - Matt Damon - Will Smith - Channing Tatum | - Dakota Johnson - Blake Lively - Jennifer Lopez - Rachel McAdams - Kate Winslet                                         |
| Az év animációs filmes szinkronhangja | Az év családi filmje |
| - Selena Gomez – Hotel Transylvania 2. – Ahol még mindig szörnyen jó (Mavis) - Sandra Bullock – Minyonok (Scarlett Túlölő) - Amy Poehler – Agymanók (Derű) - Rihanna – Végre otthon! (Tip Tucci) - Adam Sandler – Hotel Transylvania 2. – Ahol még mindig szörnyen jó (Drakula gróf) | - Minyonok - Hamupipőke - Végre otthon! - Hotel Transylvania 2. – Ahol még mindig szörnyen jó - Agymanók                 |
| Az év thrillere | |
| - Elrabolva 3. - A szomszéd fiú - Insidious – Gonosz lélek - Poltergeist – Kopogó szellem - Ismerős törlése | |

### Televízió
| Az év tévéműsora                                                                                              | Az év vígjátéka |
| --- | --- |
| - Agymenők - Trónok harca - A Grace klinika - The Voice - The Walking Dead                                    | - Agymenők - Az élet csajos oldala - Mike és Molly - Modern család - Új csaj                                        |
| Az év drámaműsora                                                                                             | Az év sci-fi/fantasyműsora                                                                                          |
| - A Grace klinika - Empire - Gotham - Hogyan ússzunk meg egy gyilkosságot? - Botrány                          | - A szépség és a szörnyeteg - A zöld íjász - Egyszer volt, hol nem volt - Odaát - Vámpírnaplók                      |
| Az év kábeles sci-fi/fantasyműsora                                                                            | Az év nyomozós sorozata                                                                                             |
| - Outlander – Az idegen - Amerikai Horror Story - Trónok harca - Teen Wolf – Farkasbőrben - The Walking Dead  | - A célszemély - Dr. Csont - Castle - Gyilkos elmék - NCIS                                                          |
| Az év tévés vígjátékszínésze                                                                                  | Az év tévés vígjátékszínésznője                                                                                     |
| - Jim Parsons - Johnny Galecki - Matthew Perry (színművész) - Andy Samberg - Jesse Tyler Ferguson             | - Melissa McCarthy - Kaley Cuoco - Zooey Deschanel - Anna Faris - Sofía Vergara                                     |
| Az év tévés drámai színésze                                                                                   | Az év tévés drámai színésznője                                                                                      |
| - Taylor Kinney - Justin Chambers - Scott Foley - Terrence Howard - Jesse Williams                            | - Ellen Pompeo - Viola Davis - Taraji P. Henson - Sara Ramirez - Kerry Washington                                   |
| Az év férfi krimi-sztárja                                                                                     | Az év női krimi-sztárja                                                                                             |
| - Nathan Fillion - James Caviezel - Mark Harmon - LL Cool J - Shemar Moore                                    | - Stana Katić - Emily Deschanel - Mariska Hargitay - Lucy Liu - Pauley Perrette                                     |
| Az év kábeles vígjátéka                                                                                       | Az év kábeles drámaműsora                                                                                           |
| - Felhőtlen Philadelphia - Papás-Babás - Simlis spinék - Real Husbands of Hollywood - Young & Hungry          | - Hazug csajok társasága - Bates Motel – Psycho a kezdetektől - The Fosters - Született detektívek - Briliáns elmék |
| Az év versenyshowja                                                                                           | Az év kábelsorozatos színésze                                                                                       |
| - The Voice - America’s Got Talent - American Ninja Warrior - Dancing with the Stars - Amerikai mesterszakács | - Kevin Hart - Eric Dane - Adam DeVine - Taye Diggs - Christian Slater                                              |
| Az év kábelsorozatos színésznője                                                                              | Az év prémium kábeles műsora                                                                                        |
| - Sasha Alexander - Ashley Benson - Hilary Duff - Lucy Hale - Shay Mitchell                                   | - Homeland – A belső ellenség - Csajok - Masters of Sex - Shameless – Szégyentelenek - Az alelnök                   |
| Az év prémium kábelsorozatos színésze                                                                         | Az év prémium kábelsorozatos színésznője                                                                            |
| - Dwayne Johnson - Joshua Jackson - Nick Jonas - Matt LeBlanc - Justin Theroux                                | - Kristen Bell - Claire Danes - Julia Louis-Dreyfus - Lisa Kudrow - Emmy Rossum                                     |
| Az év tévés sci-fi/fantasyszínésze                                                                            | Az év tévés sci-fi/fantasyszínésznője                                                                               |
| - Jensen Ackles - Misha Collins - Sam Heughan - Ian Somerhalder - David Tennant                               | - Caitríona Balfe - Emilia Clarke - Ginnifer Goodwin - Lady Gaga - Jennifer Morrison                                |
| Az év nappali beszélgetős műsorvezetője                                                                       | Az év nappali beszélgetős műsorcsapat                                                                               |
| - Ellen DeGeneres - Steve Harvey - Dr. Oz - Rachael Ray - Wendy Williams                                      | - The Talk - Good Morning America - Live! with Kelly and Michael - Today - The View                                 |
| Az év éjszakai beszélgetős műsorvezetője                                                                      | Az év streaming sorozata                                                                                            |
| - Jimmy Fallon - Stephen Colbert - James Corden - Jimmy Kimmel - Conan O’Brien                                | - Narancs az új fekete - Kártyavár - The Mindy Project - Nincs titok - A megtörhetetlen Kimmy Schmidt               |
| Az év férfi előadója új tévéműsorban                                                                          | Az év női előadója új tévéműsorban                                                                                  |
| - John Stamos - Chace Crawford - Zachary Levi - Rob Lowe - Josh Peck                                          | - Prijanka Csopra - Jamie Lee Curtis - Marcia Gay Harden - Lea Michele - Emma Roberts                               |
| Az év rajzfilmsorozata                                                                                        | Az év új vígjátékműsora                                                                                             |
| - A Simpson család - Amerikai fater - Bob burgerfalodája - Family Guy - South Park                            | - Scream Queens – Gyilkos történet - Crazy Ex-Girlfriend - Apa, fia, unokája - Családom, darabokban - Muppet Show   |
| Az év új drámaműsora                                                                                          | |
| - Supergirl - Rejtjelek - Vészhelyzet: Los Angeles - Hősök: Újjászületés - Quantico                           | |

### Zene
| Az év férfi előadója | Az év női előadója |
| --- | --- |
| - Ed Sheeran - Justin Bieber - Luke Bryan - Nick Jonas - The Weeknd | - Taylor Swift - Lana Del Rey - Selena Gomez - Demi Lovato - Madonna |
| Az év együttese | Az év kiemelkedő zenésze |
| - Fifth Harmony - Fall Out Boy - Imagine Dragons - Maroon 5 - One Direction | - Shawn Mendes - Fetty Wap - Halsey - Tori Kelly - The Weeknd |
| Az év férfi country előadója | Az év női country előadója |
| - Blake Shelton - Dierks Bentley - Luke Bryan - Brad Paisley - Keith Urban | - Carrie Underwood - Miranda Lambert - Reba McEntire - Kacey Musgraves - Cassadee Pope |
| Az év countryegyüttese | Az év popzenésze |
| - Lady Antebellum - The Band Perry - Florida Georgia Line - Little Big Town - Zac Brown Band | - Taylor Swift - Kelly Clarkson - Selena Gomez - Demi Lovato - Ed Sheeran |
| Az év hip-hopzenésze | Az év R&B zenésze |
| - Nicki Minaj - Big Sean - Drake - Kendrick Lamar - Wiz Khalifa | - The Weeknd - Chris Brown - Ciara - Janet Jackson - Ne-Yo |
| Az év dala | Az év albuma |
| - Justin Bieber - "What Do You Mean?" - Taylor Swift feat. Kendrick Lamar - "Bad Blood" - The Weeknd - "Can't Feel My Face" - Ellie Goulding - "Love Me like You Do" - Wiz Khalifa feat. Charlie Puth - "See You Again" | - Meghan Trainor - Title - Fall Out Boy - American Beauty/American Psycho - The Weeknd - Beauty Behind the Madness - Drake - If You're Reading This It's Too Late - Imagine Dragons - Smoke + Mirrors |
| Az év zenés ikonja | |
| - Madonna - Paul McCartney - Prince - Steven Tyler - Stevie Wonder | |

### Popkultúra
| Az év közösségi médiás híressége                                                                | Az év influenszere |
| ----------------------------------------------------------------------------------------------- | --- |
| - Britney Spears - Beyoncé - Dwayne Johnson - Anna Kendrick - Taylor Swift                      | - Matt Bellassai - Cameron Dallas - Frankie Grande - Nash Grier - Lele Pons                                                                           |
| Az év mobiljátéka                                                                               | Az év videójátéka |
| - Candy Crush Saga - Despicable Me: Minion Rush - Fruit Ninja - Plants vs. Zombies - Temple Run | - Super Smash Bros. Nintendo 3DS és Super Smash Bros. Wii U - Batman: Arkham Knight - Call of Duty: Advanced Warfare - Grand Theft Auto V - Minecraft |
| Az év YouTube-sztárja                                                                           | Az év legismertebb híressége |
| - Connor Franta - Grace Helbig - Jenna Marbles - Miranda Sings - Tyler Oakley                   | - Maddie Ziegler - Cara Delevingne - Kylie Jenner - Bella Thorne - Ruby Rose                                                                          |

## Műsorvezetők
A gálán az alábbi műsorvezetők működtek közre:
- Jessica Alba
- Stana Katić
- Sandra Bullock
- Zac Efron
- Britney Spears
- Christina Aguilera
- Justin Timberlake
- Anna Faris
- Marg Helgenberger
- Roma Downey
- Kaley Cuoco
- Emily Deschanel
- Michael Weatherly
- Josh Holloway
- Ellen DeGeneres
- LL Cool J
- Chris O’Donnell
- Melissa McCarthy
- Drew Barrymore
- Nina Dobrev
- Robert Downey Jr.
- Sarah Michelle Gellar
- Sean Hayes
- Allison Janney
- Michael B. Jordan
- Queen Latifah
- Julianna Margulies
- Shemar Moore
- Norman Reedus
- Ian Somerhalder
- Miles Teller
- Allison Williams
- Malin Akerman
- Stephen Amell
- Wayne Brady
- Stephen Colbert
- Chris Colfer
- Naya Rivera
- Lucy Hale
- Heidi Klum
- Ross Mathews
- Joseph Morgan
- Meghan Ory
- Ian Ziering
- Matt LeBlanc

## Fordítás
- Ez a szócikk részben vagy egészben  a(z)   42nd People's Choice Awards című angol Wikipédia-szócikk fordításán alapul.  Az eredeti cikk szerkesztőit annak laptörténete sorolja fel. Ez a jelzés csupán a megfogalmazás eredetét és a szerzői jogokat jelzi, nem szolgál a cikkben szereplő információk forrásmegjelöléseként.